# Nuno Rodrigues dos Santos
Nuno Aires Rodrigues dos Santos (ur. 13 marca 1910 w Luandzie, zm. 5 kwietnia 1984 w Lizbonie) – portugalski polityk i prawnik, działacz opozycyjny, w latach 1983–1984 przewodniczący Partii Socjaldemokratycznej.

## Życiorys
Ukończył szkołę średnią w Funchal, studiował prawo początkowo na Uniwersytecie w Coimbrze, przeniósł się następnie na Uniwersytet Lizboński, którego absolwentem został w 1933. Praktykował jako adwokat, broniąc także osób oskarżanych w procesach politycznych. Długoletni działacz opozycji demokratycznej, skierowanej przeciwko dyktaturze Antónia de Oliveiry Salazara. Był kandydatem w wyborach na deputowanego, a także członkiem komitetów opozycyjnych kandydatów na prezydenta. Członek różnych organizacji antyreżimowych, uczestniczył m.in. w powołaniu ruchu Movimento Nacional Independente skupionego wokół Humberta Delgado. Dwukrotnie z przyczyn politycznych aresztowany przez funkcjonariuszy policji politycznej PIDE.
Po rewolucji goździków na zaproszenie Francisca Sá Carneiro dołączył do Partii Socjaldemokratycznej. W 1975 zasiadł w konstytuancie. Wybierany następnie na posła do Zgromadzenia Republiki kolejnych kadencji, mandat deputowanego wykonywał do czasu swojej śmierci. Od lutego 1983 do marca 1984 pełnił funkcję przewodniczącego PSD.
Był także masonem, członkiem loży Grande Oriente Lusitano.

## Odznaczenia
- Komandor Orderu Wolności (1980)[4]